# Peultjesmot
De peultjesmot (Etiella zinckenella) is een nachtvlinder uit de familie Pyralidae, de snuitmotten. De soort komt voor in de tropen en de subtropen. De vlinder heeft een spanwijdte tussen de 22 en 26 millimeter.

## Waardplant
De peultjesmot heeft de mungboon, phaseolus lunatus en andere planten uit de vlinderbloemenfamilie als waardplanten. De vlinder ontwikkelt zich soms tot plaag.

## Voorkomen in Nederland en België
De peultjesmot is in Nederland een zeer zeldzame trekvlinder. De eerste Nederlandse waarneming dateert uit 1989 uit Melissant. In België werd de soort voor het eerst waargenomen in 2021 in Koksijde.